# Falk Boden
Falk Boden, född den 20 januari 1960 i Brandenburg, Tyskland, är en östtysk tävlingscyklist som tog OS-silver i lagtempoloppet vid olympiska sommarspelen 1980 i Moskva. 